# テクノロジーネットワークス
株式会社テクノロジーネットワークス（Technology Networks Inc.）は、かつて存在したケーブルテレビのインフラ整備やシステム構築、保守・運用、インターネット接続事業などを行う企業。ジュピターテレコムの連結子会社であった。
2014年7月1日、ジュピターテレコムに吸収合併され解散した。

## 概要
1995年9月、ケーブルテレビの保守及び運用を目的としてテレコムエンジニアリング株式会社を設立。翌1996年1月に株式会社ケーブルシステム、2005年7月に株式会社ジェイコムテクノロジーに社名変更した。
また、1999年8月には、米@Home Network社、およびジュピターテレコム・住友商事により、アットホームジャパン株式会社を設立。「@NetHome」のブランド名でジュピターテレコム傘下を始めとしたケーブルテレビ局を対象にインターネットサービスプロバイダ及び各種ネットワークサービスを2000年6月より提供。@Home Network社の破綻によりジュピターテレコムの子会社となり、2002年6月、社名をアットネットホーム株式会社に変更した。
2009年1月、ジェイコムテクノロジーがアットネットホームを吸収合併し、社名を株式会社テクノロジーネットワークスに変更した。
2011年4月、関西マルチメディアサービス(KMS)を合併。同社が関西地域にて行っていたケーブルテレビインターネット接続事業「ZAQ」を承継した。
2014年7月、ジュピターテレコムに吸収合併され解散した。

## 提携CATV局
2010年2月1日現在（参照先）。

### J:COM
- ジェイコム札幌
  - J:COM 札幌
- ジェイコム東京
  - J:COM 東京 東エリア
  - J:COM 東京 南エリア
  - J:COM 東京 西エリア
  - J:COM すみだ
  - J:COM 台東
- ジェイコム湘南
  - J:COM 湘南 湘南局
  - J:COM 湘南 横須賀局
- ジェイコムさいたま
  - J:COM さいたま北局
  - J:COM さいたま南局
  - J:COM 東上
  - J:COM 所沢
- ジェイコム千葉
  - J:COM 浦安
  - J:COM 木更津
  - J:COM YY八千代
- ジェイコムイースト
  - J:COM 東関東
  - J:COM 西東京
  - J:COM 相模原・大和
  - J:COM 板橋
  - J:COM 群馬
  - J:COM 調布・世田谷
  - J:COM せたまち
  - J:COM 秦野・伊勢原
  - J:COM 江戸川
  - J:COM かながわセントラル
  - J:COM 横浜
  - J:COM 仙台キャベツ
- 土浦ケーブルテレビ
  - J:COM 茨城
- ジェイコムウエスト
  - J:COM 大阪
  - J:COM かわち
  - J:COM りんくう
  - J:COM 堺
  - J:COM 和泉・泉大津
  - J:COM 南大阪
  - J:COM 宝塚・川西
  - J:COM 和歌山
  - J:COM 北摂
  - J:COM 大阪セントラル
  - J:COM 京都みやびじょん
  - J:COM 北河内
- ケーブルネット神戸芦屋
  - J:COM 神戸・芦屋
  - J:COM 神戸・三木
- 吹田ケーブルテレビジョン
  - J:COM 吹田
- 豊中・池田ケーブルネット
  - J:COM 豊中・池田
- 高槻ケーブルネットワーク
  - J:COM 高槻
- 東大阪ケーブルテレビ
  - J:COM 東大阪
- ジェイコム九州
  - J:COM 福岡
  - J:COM 北九州
- ケーブルネット下関
  - J:COM 下関

### その他
- 本庄ケーブルテレビ
- 狭山ケーブルテレビ
- 行田ケーブルテレビ
- 銚子テレビ放送
- ケーブルネット新潟
- 須高ケーブルテレビ
- 日本海ケーブルネットワーク
- 鳥取テレトピア
- テレビ鳴門
- コミュニティテレビこもろ

## コンテンツやCATV電話の提供を受けているCATV局

### 北海道
- ニューメディア
- 旭川ケーブルテレビ
- 帯広シティーケーブル

### 東北
- ニューメディア
- 一関ケーブルネットワーク
- 水沢テレビ
- 秋田ケーブルテレビ
- 青森ケーブルテレビ
- 仙台CATV
- 遠野テレビ
- ケーブルテレビ山形

### 関東
- JCN関東
- JCN川越
- JCN市川
- JCN武蔵野三鷹
- JCN横浜
- JCN鎌倉
- YOUテレビ
- ケーブルテレビ品川
- 多摩ケーブルネットワーク
- 東京ケーブルネットワーク
- 豊島ケーブルネットワーク
- 鹿沼ケーブルテレビ
- 東松山ケーブルテレビ
- 横浜ケーブルビジョン
- 蕨ケーブルビジョン
- ケーブルテレビ
- 峡東ケーブルネット
- 山梨CATV

### 中部
- 福井ケーブルテレビ
- さかいケーブルテレビ
- 嶺南ケーブルネットワーク
- あさがおテレビ
- となみ衛星通信テレビ
- 新川インフォメーションセンター
- 上越ケーブルビジョン
- 佐渡テレビジョン
- インフォメーション・ネットワーク・コミュニティ
- 丸子テレビ放送
- 上田ケーブルビジョン
- ケーブルテレビミアサ
- 信州ケーブルテレビジョン
- キャッチネットワーク
- 知多メディアスネットワーク
- ひまわりネットワーク
- おりべネットワーク
- 三河湾ネットワーク
- シーシーエヌ
- 豊橋ケーブルネットワーク
- 知多半島ケーブルネットワーク
- 西尾張シーエーティーヴィ
- CAC
- 大垣ケーブルテレビ
- ケーブルテレビ可児
- ミクスネットワーク
- グリーンシティケーブルテレビ
- シーテック
- 中部ケーブルネットワーク
- 伊賀上野ケーブルテレビ
- ラッキータウンテレビ
- ケーブルネット鈴鹿
- 松阪ケーブルテレビ・ステーション
- ZTV
- シー・ティー・ワイ
- スターキャット・ケーブルネットワーク
- アイティービー
- 東白川CATV
- 郡上ケーブルテレビ

### 近畿
- ケイ・キャット
- テレビ岸和田
- 甲賀ケーブルネットワーク
- 神戸市開発管理事業団
- ベイ・コミュニケーションズ
- 近江八幡ケーブルネットワーク
- 滋賀ケーブルネットワーク
- キネット
- 近鉄ケーブルネットワーク

### 中国
- ふれあいチャンネル
- 中海テレビ放送
- テレビ津山
- 倉敷ケーブルテレビ
- 岡山ネットワーク
- 玉島テレビ放送
- ケーブルネットワーク金光
- 山口ケーブルビジョン
- 井原放送

### 四国
- ケーブルテレビ徳島
- ハートネットワーク
- 徳島中央テレビ
- 香川テレビ放送網

### 九州・沖縄
- 長崎ケーブルメディア
- 佐賀シティビジョン
- 西海テレビ
- ケーブルワン
- ネット鹿島
- 伊万里ケーブルテレビジョン
- 唐津ケーブルテレビジョン
- 有田ケーブル・ネットワーク
- テレビ九州
- 藤津ケーブルビジョン
- 多久ケーブルメディア
- ネットフォー
- 鹿児島有線テレビジョン
- 沖縄ケーブルネットワーク
- ケーブルメディアワイワイ
- 宮崎ケーブルテレビ
- 大分ケーブルテレコム
- CTBメディア